# Watchers
Watchers ist ein Pornospielfilm von Michael Raven aus dem Jahr 2000 der im Jahr 2001 mit dem AVN Award „Best Film“ ausgezeichnet wurde. Er belegt Platz 94 auf der Liste der "101 Greatest Adult Tapes of All Time" von AVN.

## Handlung
Der Film handelt von übersinnlichen Mächten des Guten und des Bösen die über die Seele einer jungen Frau streiten. Mary (Sydnee Steele) wird von dunklen Fantasien gejagt. Der Engel „Michael“ (Randy Spears) ist ein Engel des Lichts, der Mary beschützt. Der böse „Abra“ (Mr. Marcus) dient den dunklen Mächten. Der Film beginnt mit dem Privatdetektiv Damien Fitzpatrick (Mike Horner) der einen Mann verfolgt. Mary träumt von ihrem Schutzengel einem „Watcher“. (Bridgette Kerkove) bringt (Katja Jean) zu einem Lagerhaus. Abra (Mr. Marcus) tritt aus dem Schatten heraus mit dämonischen Gelächter. Auf sein Kommando betritt eine große Gruppe von Cult-Mitgliedern das Lagerhaus, welche die beiden Frauen umringen. Mr. Marcus spielt den Anführer des Cash Velvet Cult.

## Auszeichnungen
- 2001: AVN Award Best Film
- 2001: AVN Award Best Editing Film (Michael Raven und Sammy Slater)
- 2001: AVN Award Best Screenplay Film (Michael Raven und George Kaplan)
- 2001: AVN Award Best Supporting Actor Film (Randy Spears)